# Eulophia pholelana
Eulophia pholelana är en orkidéart som beskrevs av H.Kurze och O.Kurze. Eulophia pholelana ingår i släktet Eulophia och familjen orkidéer. Inga underarter finns listade i Catalogue of Life.